# Кэслик, Шарлотта
Шарлотта Эмили Кэслик OAM (англ. Charlotte Emily Caslick, родилась 9 марта 1995 года)  — австралийская регбистка, выступающая на позиции полузащитницы схватки за женскую сборную Австралии по регби-7. Олимпийская чемпионка по регби-7 2016 года. Лучшая регбистка Австралии 2016 года.

## Карьера игрока

### Регби-7
Уроженка Брисбена (район Коринда), Шарлотта начала играть в регби за любительский клуб «Трайб», также увлекалась тач-регби на школьном уровне. Окончила Брисбенскую государственную среднюю школу, за сборную Австралии по регби-7 выступает с мая 2013 года (Амстердамский этап Мировой серии 2012/2013). К декабрю 2015 года провела за сборную 13 игр, набрав 155 очков благодаря 31 попытке. На внутреннем уровне Шарлотта представляет штат Квинсленд.
В составе сборной Австралии по регби-7 Кэслик выступала на молодёжном олимпийском фестивале 2013 года в Сиднее, а также на чемпионате мира по регби-7 в Москве. В Мировой серии сезона 2014/2015 Кэслик удостоилась попадания в символическую сборную, а в 2015 году также была номинирована на звание лучшей регбистки (регби-7) мира. В 2016 году Шарлотта Кэслик попала в заявку сборной Австралии по регби-7 на Олимпийские игры в Рио-де-Жанейро (игровой номер 4). На турнире Кэслик занесла семь попыток: три в матче против сборной Колумбии, две в матче против Испании, по одной в матчах против сборных Фиджи и Новой Зеландии. В финале против новозеландок Шарлотта занесла последнюю попытку австралийской сборной, и со счётом 24:17 её сборная победила в финале и завоевала олимпийское золото в этом виде спорта. Как олимпийская чемпионка, 26 января 2017 года в День Австралии Кэслик была награждена Медалью Ордена Австралии.
В октябре 2016 года Кэслик получила приз лучшей регбистки Австралии года (регби-7).

### Регбилиг
В 2020 году в связи с приостановкой розыгрыша Мировой серии по регби-7 и переноса Олимпиады в Токио на 2021 год, связанными с пандемией COVID-19, Кэслик перешла в регбилиг, став игроком команды «Сидней Рустерз» в Женском чемпионате НРЛ. Будучи фанаткой «Норт Квинсленд Ковбойз», она выбрала клуб «Рустерз», а не «Брисбен Бронкос», поскольку «Бронкос» были ярыми проотивниками «ковбоев».
В первом туре чемпионата НРЛ 2020 года Кэслик провела свой дебютный матч по регбилиг на позиции пяти-восьмой, пробежав 163 метра в матче и принеся команде победу над «Сент-Джордж Иллаварра Дрэгонс» со счётом 18:4. Во втором туре в игре против «Нью Зиленд Уорриорз» Кэслик получила два повреждения спины, выбыв до конца сезона.

## Стиль игры
Шарлотта Кэслик выступает в защите на позиции скрам-хава (полузащитника схватки), отличается большой выносливостью и хорошими скоростными показателями. Критики отзывались о ней как об одной из лучших регбисток мира, выступающих в регби-7, благодаря её играм в Мировой серии за сборную Австралии. Также Кэслик считали ключевым игроком олимпийской сборной Австралии, который помог обеспечить австралийкам квалификацию на Олимпиаду в Рио-де-Жанейро.

## Личная жизнь
Встречается с австралийским регбистом Льюисом Холландом, который также участвовал в Олимпиаде в Рио-де-Жанейро.